# Proteine de legare a tiroxinei
O proteină de legare a tiroxinei este una dintre proteinele transportoare de care se leagă hormonii tiroidieni, pe care îi transportă în sânge. Exemple sunt:
- Globulina de legare a tiroxinei
- Transtiretina
- Albumina serică